# 86

## Nașteri
- 19 septembrie: Antoninus Pius (Titus Aurelius Fulvius), împărat roman de origine galică (d. 161)

## Decese
- dată necunoscută: Cornelius Fuscus  (n. ?)